# Marta Knörr Jiménez
Marta Knörr Jiménez (Oviedo, 1968) es una mezzosoprano española.

## Biografía
Nació en Oviedo en 1968 y se trasladó a vivir a Vitoria. En esta ciudad comenzó sus estudios de canto bajo la dirección de la soprano
María Ángeles Olariaga y los continuó en el Conservatorio Superior de Música de San Sebastián, donde obtuvo por unanimidad el Premio de Honor Fin de Carrera. La mezzosoprano Teresa Berganza la llamó por teléfono, tras escucharla en el programa de radio Clásicos populares, para animarla a trasladarse a Viena y ampliar sus estudios musicales. Allí vivió 5 años y trabajó la técnica vocal con Susan Dennis y el repertorio operístico con Itsvan Cserjan. En el Real Conservatorio Superior de Música de Madrid perfeccionó su técnica con la profesora Mariana You Chi Yu.
Trabaja tanto como solista como en diferentes grupos de cámara vocales e instrumentales en los más variados géneros y estilos: ópera, oratorio y concierto y habitualmente a dúo con su marido y músico Aurelio Viribay, con el que ha compartido también varios proyectos musicales como, por ejemplo, la grabación del CD Compositoras Españolas del Siglo XX.
En 1998 grabó Recital Lírico, un variado programa con canciones españolas de Enrique Granados, Joaquín Turina y Jesús Guridi, e italianas de Joseph Haydn y Gioachino Rossini. En el sello italiano Stradivarius protagonizó la primera grabación del Retablo sobre textos de Paul Klee de Benet Casablancas. Ha participado junto al Trío Arbós en la grabación de un monográfico de obras del compositor Alejandro Román para el sello Naxos. Con la Compañía Lírica Arte Ópera interpretó el papel de Dorabella en Cosi fan tutte de Mozart en diferentes teatros españoles.
En 2002 creó el Grupo Cavatina con el objetivo de interpretar repertorio para conjunto vocal de cámara de los siglos XVIII y XIX fundamentalmente. Dirigió durante unos años el Festival Internacional de Música Contemporánea de Tres Cantos.

## Premios
- Premio especial del Jurado en el Concurso Internacional de Canto Francisco Viñas en Barcelona, en 1988.[2]

## Discografía
- Recital Lírico.
- Canciones del grupo de Madrid.
- Compositoras españolas del siglo XX.
- Benet Casablancas. Retablo sobre textos de Paul Klee, 2007.
- Chamber Music de Alejandro Román con el Trío Arbós, 2016.[10][11]